# Magazzino merci

Il magazzino merci della stazione di Castelleone, sulla Treviglio–Cremona.

Un magazzino merci (MM) è l'edificio o l'insieme degli edifici di una stazione ferroviaria nel quale si svolge il servizio merci e nel quale sono presenti tutte le connesse strutture come il piano caricatore, le gru e gli argani di sollevamento, i nastri trasportatori. Il termine non va confuso con quello di scalo merci, col quale s'intende l'insieme di infrastrutture ferroviarie di cui fa parte anche il fabbricato, ma specifica una parte ben definita dello scalo stesso.

## Descrizione
È nella forma più semplice composto da un fabbricato, munito di tettoie laterali, di dimensioni adeguate al tipo di servizio che deve svolgere e può essere costituito da una semplice costruzione a salone unico al solo piano terra, dove vengono poste sia le merci alla rinfusa che quelle divise in gruppi, o diviso in vari locali appositi; negli scali ferroviari più importanti può essere un grande edificio a più elevazioni e grande numero di locali interni di cui alcuni adibiti ad uffici e a sedi di compagnie o società, private o pubbliche, di spedizione.
Il magazzino merci un tempo accompagnava tutte le costruzioni di stazioni ferroviarie del passato; oggi viene costruito soltanto in alcuni scali appositi.